# 葛萍
葛萍（1961年1月11日—）是中国跳高运动员。
她在1983年亚洲锦标赛上得銀牌，也参加了1984年奥林匹克运动会但没能进入决赛。
她的个人最好成绩是1.92米，于1983年9月在上海取得。

## 外部連結
- 葛萍在的頁面